# Église Santa Maria del Carmine e San Giovanni Battista
L'église Santa Maria del Carmine e San Giovanni Battista est une église baroque du centre historique de Naples située via Bernardino Rota, près de la piazza del Mercato. Elle est consacrée à Notre-Dame du Mont-Carmel et à saint Jean-Baptiste.

## Histoire et description
L'église de petites dimensions remonte à 1747. Elle est caractérisée par une façade simple avec un portail de piperno, flanquée de pilastres ioniques. Elle comporte en son milieu une grande fenêtre en ovale.
Après avoir été longtemps fermée après le tremblement de terre de 1980, l'église a été restaurée et a rouvert récemment.

## Source de la traduction
- (it) Cet article est partiellement ou en totalité issu de l’article de Wikipédia en italien intitulé « Chiesa di Santa Maria del Carmine e San Giovanni Battista » (voir la liste des auteurs).